# Resolució 917 del Consell de Seguretat de les Nacions Unides
La Resolució 917 del Consell de Seguretat de les Nacions Unides, fou adoptada per unanimitat el 6 de maig de 1994. Després de recordar les resolucions 841 (1993), 861 (1993), 862 (1993), 867 (1993), 873 (1993) i 875 (1993) i 905 (1994) sobre la situació a Haití, el Consell va imposar sancions internacionals al país després que les autoritats militars es negaven a aplicar l'acord de Governors Island sobre el poder i els casos de violacions dels drets humans.
El Consell de Seguretat va confirmar la intenció de la comunitat internacional de restablir la democràcia a Haití i el retorn del president Jean-Bertrand Aristide. Es va destacar la necessitat d'unes eleccions lliures i justes, tal com es demana a la Constitució d'Haití. Foren condemnats els homicidis, les detencions il·legals, els segrestos, les desaparicions, els casos de violació, la negació de la llibertat d'expressió i la impunitat sota la qual operaven ciutadans armats. El Consell va recordar que es considerarien altres mesures si les autoritats haitianes continuaven impedint les activitats de la Missió de les Nacions Unides a Haití (UNMIH) i no van implementar l'acord de Governors Island.

## Sancions
Actuant amb el Capítol VII de la Carta de les Nacions Unides, les parts van ser convocades a cooperar amb les Nacions Unides i l'Organització d'Estats Americans (OEA) per implementar l'acord. Es va informar immediatament a tots els països que prohibissin que qualsevol avió pogués desembarcar, aterrar o sobrevolar el seu territori si tenia com a destí aterrar a Haití, excloses raons humanitàries. També se'ls va cridar a denegar l'entrada a:
(a) oficials i militars d'Haití i les seves famílies immediates;
(b) els implicats en el cop d'Estat de 1991 i posterior govern il·legal i les seves famílies immediates;
(c) empleats de l'exèrcit d'Haití i les seves famílies immediates.
En total, la prohibició va afectar uns 600 oficials. També es va ordenar la congelació dels fons, i les mesures que es detallen a continuació, consistent amb l'embargament que va recomanar l'OEA, entrarien en vigor a partir de les 23:59 hora EDT. Tots els països se'ls va:
(a) prohibir rebre importacions o exportar a Haití;
(b) prohibir les activitats dels nacionals als seus territoris que promourien les exportacions a Haití.
A més, foren prohibides totes les exportacions a Haití, excloses:
(a) subministraments mèdics i alimentaris;
(b) altres productes essencials per a l'ús humanitari, permesos pel Comitè;
(c) petroli i productes derivats del petroli, inclòs el gas per cuinar;
(d) productes autoritzats a la Resolució 873.
Es va decidir que les prohibicions anteriors no s'aplicaven als materials d'informació, inclosos llibres i materials per als periodistes. S'ha prohibit tot trànsit des de i cap a Haití que transporti mercaderies prohibides, excepte per línies regulars d'enviament de mercaderies aprovades. Els vaixells francesos, americans, canadencs i veneçolans van patrullar la costa d'Haití per garantir l'aplicació de l'embargament.
Es va demanar a tots els països que informessin al Secretari General Boutros Boutros-Ghali el 6 de juny de 1994 sobre les mesures que havien pres per aplicar la present resolució. Al Comitè establert en la Resolució 841 se li van encomanar funcions addicionals que inclouen:
(a) examinar els informes presentats pels Estats membres;
(b) obtenir més informació sobre les mesures adoptades per països;
(c) considerar informació sobre violacions de les mesures;
(d) fer recomanacions sobre la base de les violacions;
(e) considerar possibles sol·licituds d'aprovació de vols;
(f) modificar les directrius de la resolució 841 per tenir en compte les mesures de la resolució actual;
(g) examinar possibles peticions d'acord amb l'article 50 de la Carta de les Nacions Unides per a qualsevol dels estats afectats per les sancions contra Haití.
Les mesures serien revisades mensualment si un govern democràtic tornés a Haití i quedaria suspès si s'hagués avançat, però no seria aixecat fins que:
(a) la renúncia o sortida d'Haití del comandant en cap de les Forces Armades d'Haití, el cap de policia de Port-au-Prince i el cap de l'Estat Major de les forces armades d'Haití;
(b) canvis en el lideratge de la policia i l'alt comandament militar;
(c) la creació d'un entorn on es puguin celebrar eleccions lliures i justes;
(d) la creació de condicions en què es pugui desplegar la UNMIH;
(e) el retorn del president Aristide.
La resolució va concloure condemnant qualsevol intent il·legal d'eliminar l'autoritat legal del president elegit legítimament, declarant que consideraria qualsevol moviment il·legítim i, per tant, justificaria la reimposició de les mesures anteriors.